# کرولویتس
کرولویتس (به آلمانی: Kröllwitz) یک منطقهٔ مسکونی در آلمان است که در هاله (زاله) واقع شده‌است. کرولویتس ۵٬۴۴۵ نفر جمعیت دارد.